# Soon We'll Be Found
„Soon We'll Be Found” este un cântec al Siei Furler. Lansat pe data de 13 octombrie 2008, „Soon We'll Be Found” este cel de-al treilea disc single de pe Some People Have Real Problems (2008).

## Lansare
„Soon We'll Be Found” a fost lansat în Regatul Unit pe data de 13 octombrie 2008 de Monkey Puzzle Records. Discul single a fost făcut disponibil în alte țări Europene pe data de 12 ianuarie 2009.

## Videoclip
Videoclipul cântecului „Soon We'll Be Found” a fost regizat de căte Claire Carré. În videoclip, Sia cântă în timp ce cântă verurile în Limbajul Semnelor American.
Videoclipul cântecului „Soon We'll Be Found” a câștigat popularitate după ce a fost prezentat pe pagina principală de pe iTunes în Statele Unite ale Americii din 4-10 noiembrie 2008.

## Lista pieselor
- Descărcare digitală din Regatul Unit[2]

1. „Soon We'll Be Found (Radio Edit)” – 3:52
2. „Soon We'll Be Found” – 4:20

- Descărcare digitală Europeană[3]

1. „Soon We'll Be Found (Radio Edit)” – 3:52

- Extended play[8]

1. „Soon We'll Be Found (Radio Edit)” – 3:52
2. „Soon We'll Be Found” – 4:20
3. „Bring It to Me” – 3:38
4. „Soon We'll Be Found” (videoclip) – 3:59

## Clasamente
| Clasament (2008-09)         | Poziție maximă |
| --------------------------- | -------------- |
| Australia (ARIA)            | 89             |
| Belgia — Flandra (Ultratip) | 17             |
| Belgia — Valonia (Ultratip) | 13             |
| Regatul Unit (OCC)          | 94             |

## Legături externe
- Videoclipul cântecului „Soon We'll Be Found” pe YouTube